# ادی ایزارد
ادی ایزارد (به انگلیسی: Eddie Izzard) بازیگر و استندآپ کمدین انگلیسی و متولد ۷ فوریه ۱۹۶۲ است، از فیلم‌های معروف او می‌توان به فیلم سیزده یار اوشن، دوست‌دختر خارق‌العاده سابق من، مردان اسرارآمیز، عشق و سیگار، همه مردان ملکه، میوی گربه، معدن طلای مخملی، هر روز و خشم اشاره کرد.
ایزارد خداناباور است.